# 史蒂芬·梅努欽
史蒂芬·特納·梅努欽（英語：Steven Terner Mnuchin，發音：/məˈnuːtʃɪn/ ⓘ mə-NOO-chin；1962年12月21日—），美國銀行家，2017年至2021年任美國財政部長；曾是電影製片人、對沖基金經理。

## 生平
他出生在一個猶太人家庭，是他家中第二個最小的兒子。1985年畢業於耶魯大學，獲經濟學學士，曾經在高盛工作17年；在2002年離開高盛後，他為多家對沖基金工作並創辦了多家對沖基金。在2007-2008金融危機期間，姆努钦收購了破產的住宅貸款公司IndyMac。他將名稱更改並重建為OneWest Bank，然後於2015年將其出售給CIT集團。他是唐納·川普競選美國總統時的財務主席，並在川普當選總統之後，被提名為美國財政部長。美國參議院之後在2017年2月13日，以53對47票通過任命，全體共和黨參議員及一名民主黨參議員投贊成票。